# اس‌تی‌اس-۵۱-دی
اس‌تی‌اس-۵۱-دی (انگلیسی: STS-51-D) یکی از ماموریت‌های برنامه شاتل‌های فضایی بود که در تاریخ ۱۲ آوریل ۱۹۸۵ از پایگاه فضایی کندی به فضا پرتاب شد. این مأموریت توسط شاتل دیسکاوری و برای مدت حدود ۷ روز انجام گرفت. این مأموریت چهارمین مأموریت صورت گرفته توسط شاتل دیسکاوری بود.

## نگارخانه

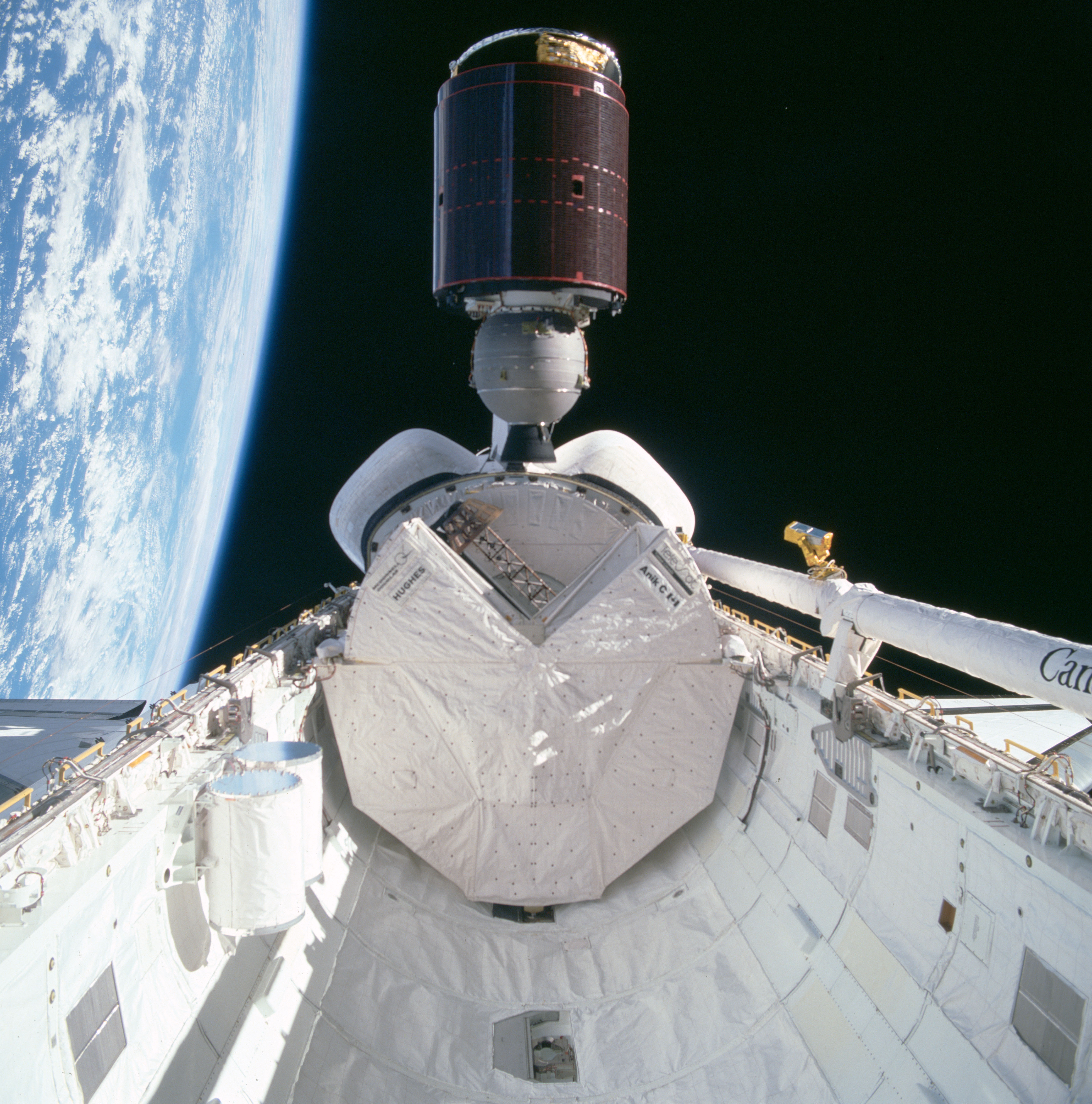
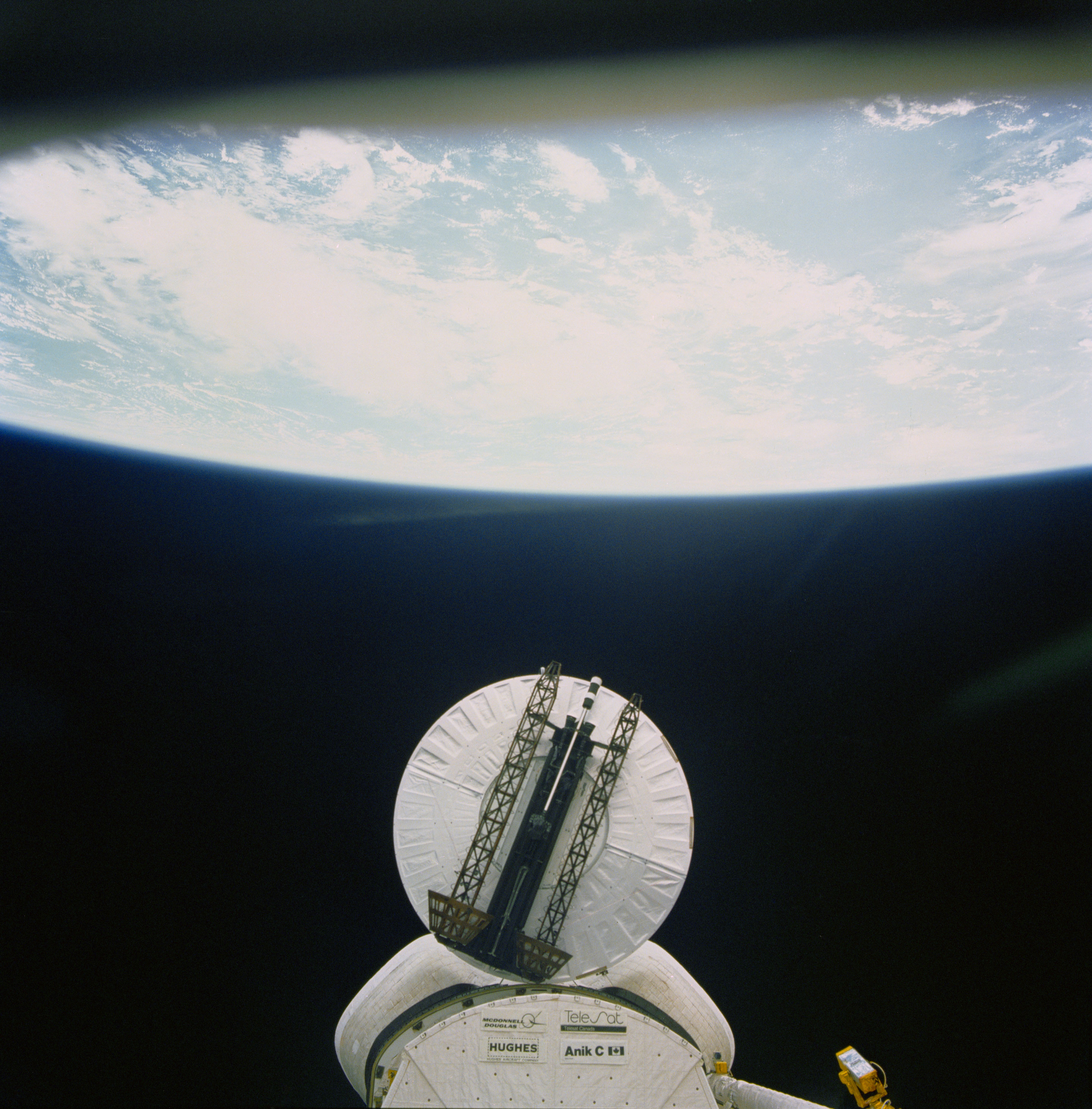
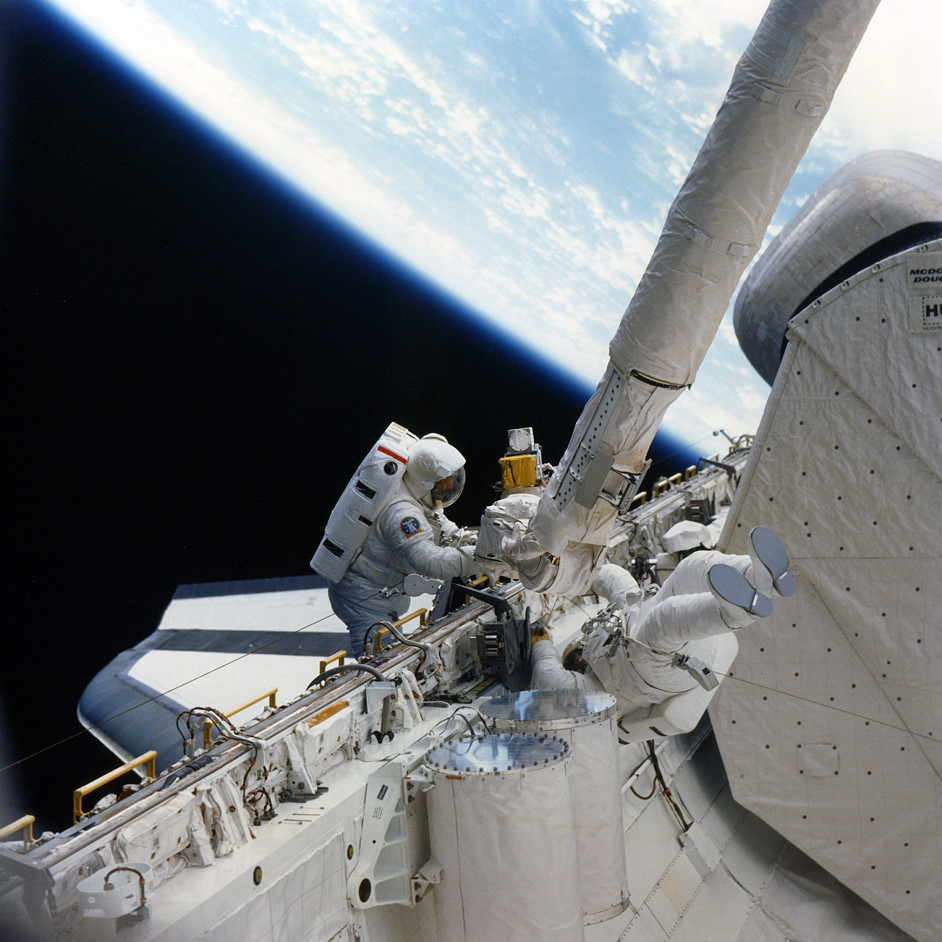